# Rue Montgolfier
La rue Montgolfier est une rue du 3e arrondissement de Paris.

## Situation et accès
Elle marque la limite est de l'ancien prieuré Saint-Martin-des-Champs, et longe aujourd'hui l'annexe du Conservatoire national des arts et métiers (ancienne École Centrale Paris).
Ce site est desservi par la station de métro Arts et Métiers.

## Origine du nom
La rue porte son nom en honneur des frères Joseph-Michel (1740-1810) et Jacques-Étienne Montgolfier (1745-1799), les inventeurs des aérostats.

## Historique
La partie comprise entre les rues Conté et Ferdinand-Berthoud, a été ouverte au commencement de l'année 1817, en vertu d'une décision ministérielle du 9 octobre 1816, dans le cadre du développement du marché Saint-Martin, que la rue bordait par l'est, au même moment que les rues Ferdinand-Berthoud (aujourd'hui disparue), Borda, Conté, et Vaucanson.
Une ordonnance royale du 23 juillet 1817 prescrivit le prolongement de cette rue jusqu'à celle du Vertbois, et autorisa le préfet du département à traiter, soit de gré à gré, soit dans les formes prescrites par la loi du 8 mars 1810, de l'acquisition des bâtiments qui se trouvaient sur ce prolongement.
Cette ordonnance reçut immédiatement son exécution. Le ministre de l'Intérieur décida, le 27 septembre suivant, que cette voie publique prendrait, dans toute son étendue, le nom de « rue Montgolfier ».

## Bâtiments remarquables et lieux de mémoire
- Le quadrilatère compris entre les rues Saint-Martin, du Vertbois, Montgolfier et Bailly marque les limites l'enceinte du prieuré Saint-Martin-des-Champs